# Lepyropsis
Lepyropsis is een geslacht van halfvleugeligen uit de familie Aphrophoridae. De wetenschappelijke naam van dit geslacht is voor het eerst geldig gepubliceerd in 1934 door Metcalf & Horton.

## Soorten
Het geslacht Lepyropsis  is monotypisch en omvat slechts de volgende soort:
- Lepyropsis bipunctata Metcalf & Horton, 1934